# دانشکده پرستاری و مامایی شهید بهشتی
دانشکده پرستاری و مامایی شهید بهشتی تهران، دانشکده‌ای وابسته به دانشگاه علوم پزشکی شهید بهشتی واقع در استان تهران است. این دانشکده در سال ۱۳۲۶ تأسیس شد.

## تاریخچه
دانشکده پرستاری و مامایی شهید بهشتی تهران در سال ۱۳۲۶ با نام مدرسه عالی پرستاری شروع به فعالیت نمود. ساختار فعلی در سال ۱۳۶۵ از تعداد زیادی مدارس پرستاری و مامائی و بهیاری وابسته به وزارت بهداری، دانشگاه شهید بهشتی و مجتمع علوم پیراپزشکی تشکیل گردید و نام آن به دانشکده پرستاری و مامائی تغییر یافت.

## گروه‌های آموزشی
- مدیریت و روان پرستاری
- پرستاری کودکان
- اتاق عمل و هوشبری
- پرستاری بهداشت جامعه
- پرستاری داخلی جراحی
- مامایی

| رشته     | کارشناسی | کارشناسی ارشد | دکترا                      |
| -------- | -------- | --- | -------------------------- |
| پرستاری  | دارد     | پرستاری داخلی جراحی روان پرستاری پرستاری سلامت جامعه پرستاری اورژانس پرستاری کودکان پرستاری مراقبت‌های ویژه نوزادان پرستاری سالمندی پرستاری مراقبت‌های ویژه مدیریت پرستاری | دکترای تخصصی پرستاری       |
| مامایی   | دارد     | آموزش مامایی | دکترای تخصصی بهداشت باروری |
| بیهوشی   | دارد     | ندارد | ندارد                      |
| اتاق عمل | دارد     | ندارد | ندارد                      |

## امکانات آموزشی و پژوهشی
- کتابخانه
- سایت کامپیوتر
- مرکز مهارت‌های بالینی (پراتیک)